# Rinorea
Genre
Synonymes
Selon Tropicos (05 avril 2022) :
- Alsodeia Thouars

Selon GBIF (05 avril 2022) :
- Alsodeia Thouars
- Ceranthera P.Beauv.
- Conohoria Aubl.
- Cuspa Humb.
- Dioryktandra Hassk.
- Dripax Noronha ex Thouars
- Exotanthera Turcz.
- Juergensia Spreng.
- Medusa Lour.
- Passoura Aubl.
- Pentaloba Lour.
- Physiphora Sol. ex Ging.
- Prosthesia Blume
- Riana Aubl.
- Vareca Roxb.

Rinorea est un genre de plantes à fleurs de la famille des Violaceae et dont l'espèce type est Rinorea guianensis Aubl., 1775. 

## Protologue

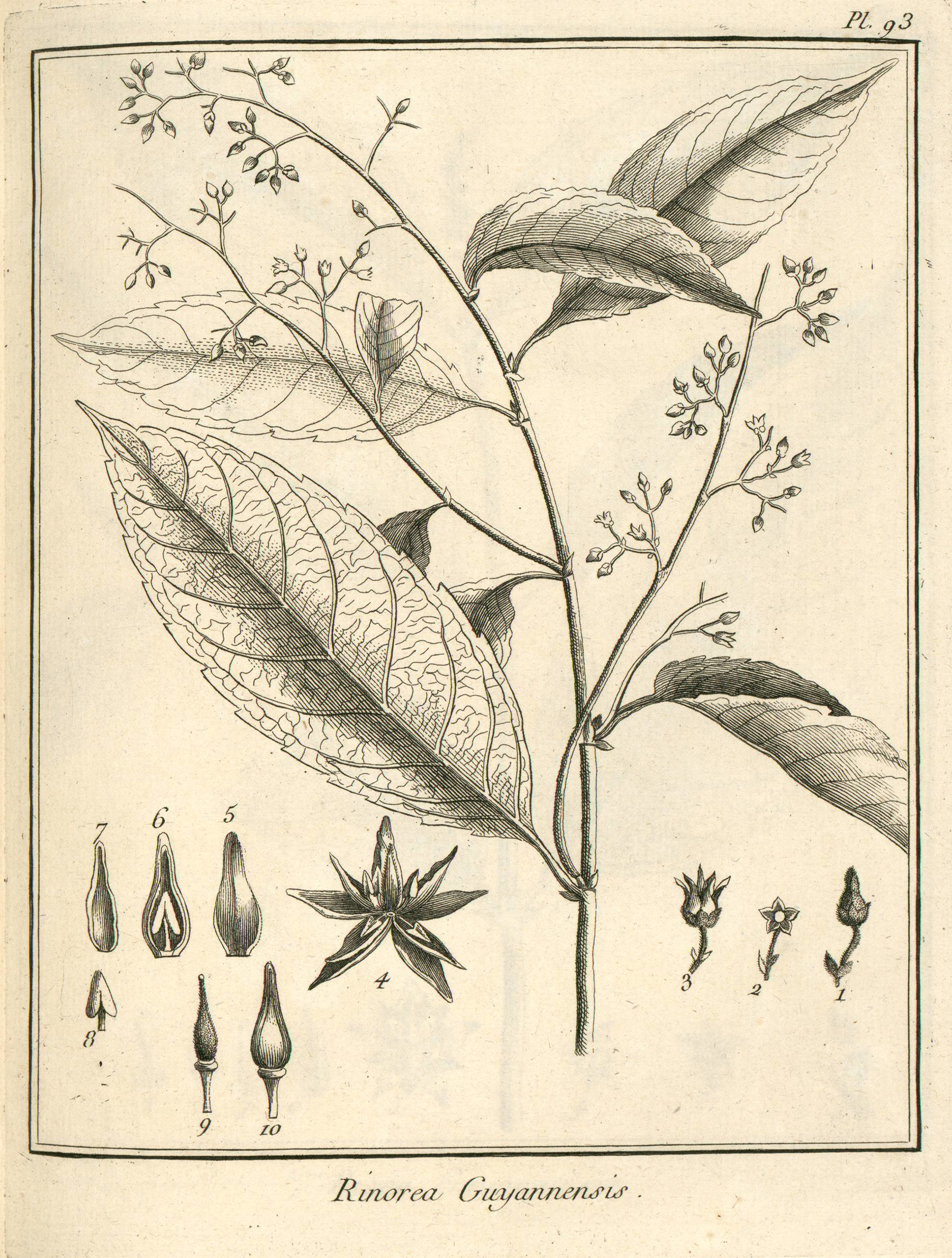
Rinorea guianensis (Pl. 93) d'après Aublet
On a repréſenté un rameau avec des feuilles de grandeur naturelle, & l'on a groſſi toutes les parties de la fleur. - 1. Bouton de fleur. Pédoncule garni de deux écailles. - 2. Calice. Diſque. - 3. Fleur épanouie. - 4. Fleur ouverte. - 5. Pétale. - 6. Pétale. Étamine. - 7. Feuillet de l'étamine. - 8. Étamine. - 9. Diſque. Style. Stigmate. Ovaire. - 10. Piſtil enveloppe de cinq feuillets

En 1775, le botaniste Aublet propose le protologue suivant : 
« RINOREA. (Tabula 93.)

CAL. Perianthium monophyllum, villoſum, quinquepartitum ; laciniis oblongis, acutis. 
COR. Petala decem, concava, ovata, oblonga ; quinque inferiora, quinque ſuperiora, interiora minora, omnia diſco infrà germen inſerta. 
STAM. Filamenta quinque, brevia, petalis ſuperioribus ad baſim inſerta. Antheræ oblongæ, biloculares, bivalves, valvulis à baſi ad apicem dehiſcentibus. 
VIST. Germen ſubrotundum, villoſum. Stylus oblongus, villoſus. Stigma obtuſum. 
PER. . . . 

SEM. . . . »
— Fusée-Aublet, 1775.

## Sélection d'espèces
- Rinorea anguifera (Lour.) Kuntze
- Rinorea campoensis Brandt ex Engl.
- Rinorea dentata (P.Beauv.) Kuntze
- Rinorea dewitii Achound.
- Rinorea fausteana Achound.
- Rinorea flavescens (Aubl.) Kuntze
- Rinorea guianensis Kuntze
- Rinorea kamerunensis Engl.
- Rinorea letouzeyi Achound.
- Rinorea mezilii Achound.
- Rinorea microglossa Engl.
- Rinorea niccolifera Fernando
- Rinorea pubiflora (Benth.) Sprague & Sandwith
- Rinorea riana (DC. ex Ging.) Kuntze
- Rinorea simoneae Achound.
- Rinorea sinuata Chipp
- Rinorea thomasii Achound.

## Liste d'espèces
Selon GBIF (05 avril 2022) :
- Rinorea abbreviata Achound. & Bos
- Rinorea acutidens M.Brandt
- Rinorea adnata Chipp
- Rinorea adolfi-friderici M.Brandt
- Rinorea afzelii Engl.
  - Rinorea afzelii var. pubescens Taton
- Rinorea albidiflora Engl.
- Rinorea amapensis Hekking
- Rinorea amplexicaulis Achoundong
- Rinorea analavelensis H.Perrier
- Rinorea anguifera (Lour.) Kuntze
- Rinorea angustifolia (Thouars) Baill.
  - Rinorea angustifolia subsp. albersii (Engl.) Grey-Wilson
  - Rinorea angustifolia subsp. angustifolia 
  - Rinorea angustifolia subsp. ardisiiflora (Oliv.) Grey-Wilson
  - Rinorea angustifolia subsp. engleriana (De Wild. & T.Durand) Grey-Wilson
  - Rinorea angustifolia subsp. natalensis (Engl.) Grey-Wilson
- Rinorea antioquiensis L.B.Sm. & A.Fernández
- Rinorea apertior Achound. & Bos
- Rinorea arborea (Thouars) Baill.
- Rinorea auriculata (Tul.) Baill.
- Rinorea australasica C.T.White
- Rinorea aylmeri Chipp
- Rinorea bahiensis (Moric.) Kuntze
- Rinorea batesii Chipp
- Rinorea belalongii P.F.Stevens
- Rinorea beniensis Engl.
- Rinorea bicornuta Hekking
- Rinorea bipendensis Engl.
- Rinorea boinensis H.Perrier
- Rinorea botryoides Achound. & Bos
- Rinorea brachypetala (Turcz.) Kuntze
  - Rinorea brachypetala var. velutina Taton
- Rinorea brachythrix S.F.Blake
- Rinorea brandtii De Wild.
- Rinorea brandtii DeWild.
- Rinorea breteleri Achound.
- Rinorea brevipes (Benth.) Blake
- Rinorea breviracemosa Chipp
- Rinorea bullata H.Perrier
- Rinorea bussei M.Brandt
- Rinorea calcicola Velzen & Wieringa
- Rinorea callmanderi Wahlert
- Rinorea calophylla (Tul.) Baill.
- Rinorea calycina (Tul.) Baill.
- Rinorea campoensis Brandt ex Engl.
- Rinorea campoensis M.Brandt
- Rinorea camptoneura (Radlk.) Melch.
- Rinorea carolinensis Kaneh.
- Rinorea castaneifolia Kuntze, 1891
- Rinorea castaneoides (Oliv.) Kuntze
- Rinorea caudata (Oliv.) Kuntze
- Rinorea cerasifolia M.Brandt
- Rinorea chevalieri Exell
- Rinorea cinerea (King) Jarvie & P.F.Stevens
  - Rinorea cinerea subsp. cinerea 
  - Rinorea cinerea subsp. mahayarii Jarvie & P.F.Stevens
- Rinorea claessensii De Wild.
- Rinorea claessensii DeWild.
- Rinorea comorensis Engl.
- Rinorea comperei Taton
- Rinorea congesta Forman
- Rinorea convallarioides (Baker fil.) Eyles
  - Rinorea convallarioides subsp. convallarioides 
  - Rinorea convallarioides subsp. marsabitensis Grey-Wilson
  - Rinorea convallarioides subsp. occidentalis Grey-Wilson
  - Rinorea convallarioides var. convallarioides 
  - Rinorea convallarioides var. marsabitensis Grey-Wilson
- Rinorea cordata L.B.Sm. & A.Fernández
- Rinorea cornigera H.Perrier
- Rinorea crassa P.F.Stevens
- Rinorea crassifolia (Baker fil.) De Wild.
- Rinorea crassifolia Chipp, 1923
- Rinorea curtirama Achound. & Bos
- Rinorea curtisiae Craib
- Rinorea cuspa Baill.
- Rinorea dasyadena A.Robyns
- Rinorea decora Melch.
- Rinorea deflexa (Benth.) Blake
- Rinorea deflexiflora Bartlett
- Rinorea dentata (P.Beauv.) Kuntze
- Rinorea dewitii Achound.
- Rinorea dimakoensis Mscr.
- Rinorea dionysiana Taton
- Rinorea diversifolia H.Perrier
- Rinorea djalonensis A.Chev.
- Rinorea djalonensis A.Chev. ex Hutch. & Dalziel
- Rinorea domatiosa A.E.van Wyk
- Rinorea dubia De Wild.
- Rinorea dubia DeWild.
- Rinorea ebolowensis M.Brandt
- Rinorea elliptica (Oliv.) Kuntze
- Rinorea endotricha Sandwith
- Rinorea erianthera C.Y.Wu & C.Ho
- Rinorea euandra Engl. ex Zenker
- Rinorea exappendiculata Engl.
- Rinorea falcata (C.Mart. ex Eichler) Kuntze
- Rinorea fausteana Achound.
- Rinorea ferruginea Engl.
- Rinorea flavescens (Aubl.) Kuntze
- Rinorea friisii M.G.Gilbert
- Rinorea gabonensis Engl.
- Rinorea gabunensis Engl.
- Rinorea gemmulata J.F.C.Oliveira & L.P.Queiroz
- Rinorea gilletii De Wild.
- Rinorea gilletii DeWild.
- Rinorea gossweileri Exell
- Rinorea grandifolia Melch.
- Rinorea greveana Baill.
- Rinorea griffithii (Hook.fil. & Thomson) Kuntze
- Rinorea guatemalensis (S.Watson) Bartlett
- Rinorea guianensis Kuntze
- Rinorea haughtii L.B.Sm. & A.Fernández
- Rinorea heteroclita (Roxb.) Craib
- Rinorea hildebrandtiana H.Perrier
- Rinorea hirsuta Hekking
- Rinorea horneri (Korth.) Kuntze
- Rinorea hummelii Sprague
- Rinorea hymenosepala S.F.Blake
- Rinorea iliaspaiei M.Jacobs
- Rinorea ilicifolia (Welw. ex Oliv.) Kuntze
  - Rinorea ilicifolia var. amplexicaulis Grey-Wilson
- Rinorea insularis Engl.
- Rinorea ituriensis M.Brandt
- Rinorea jaundensis Engl.
- Rinorea javanica (Blume) Kuntze
  - Rinorea javanica var. javanica 
  - Rinorea javanica var. wrayi (King) Ng
- Rinorea johnstonii (Stapf) Brandt ex Engl.
- Rinorea kamerunensis Engl.
- Rinorea keayi Brenan
- Rinorea kemoensis A.Chev.
- Rinorea kibbiensis Chipp
- Rinorea kisavuensis Taton
- Rinorea laevigata (Sol. ex Ging.) Hekking
- Rinorea lanceolata (Wall.) Kuntze
  - Rinorea lanceolata var. floribunda (King) Ng
  - Rinorea lanceolata var. lanceolata
- Rinorea latibracteata M.Brandt
- Rinorea laurentii De Wild.
  - Rinorea laurentii var. velutina Taton
- Rinorea laurentii DeWild.
- Rinorea laurifolia L.B.Sm. & A.Fernández
- Rinorea ledermannii Engl.
- Rinorea leiophylla M.Brandt
- Rinorea lepidobotrys Mildbr.
- Rinorea letouzeyi Achound.
- Rinorea liberica Engl.
- Rinorea lindeniana (Tul.) Kuntze
  - Rinorea lindeniana var. fernandeziana Hekking
- Rinorea longifolia De Wild.
- Rinorea longifolia DeWild.
- Rinorea longipes (Tul.) Baill.
- Rinorea longiracemosa (Kurz) Craib
- Rinorea longisepala Engl.
- Rinorea longistipulata Hekking
- Rinorea lualensis Exell & Mendonça
- Rinorea lujae DeWild.
- Rinorea lujai De Wild., 1920
- Rinorea macrantha M.Jacobs
- Rinorea macrocarpa (C.Mart. ex Eichler) Kuntze
- Rinorea macrophylla (Decne.) Kuntze
- Rinorea maculata (Tul.) Baill.
- Rinorea malembaensis Taton
- Rinorea mandrarensis H.Perrier
- Rinorea marginata (Triana & Planch.) Rusby ex J.R.Johnst.
- Rinorea maximiliani (Eichler ex Mart.) Kuntze
- Rinorea mayumbensis Exell
- Rinorea melanodonta S.F.Blake
- Rinorea mezilii Achound.
- Rinorea microdon M.Brandt
- Rinorea microglossa Engl.
- Rinorea microphylla H.Perrier
- Rinorea mildbraedii M.Brandt
- Rinorea molleri M.Brandt
- Rinorea monticola (Tul.) Baill.
- Rinorea multinervis M.Brandt
- Rinorea multivenosa Hekking
- Rinorea murtonii (Craib) Craib
- Rinorea mutica (Tul.) Baill.
- Rinorea myrsinifolia Dunkley
- Rinorea neglecta Sandwith
- Rinorea nhatrangensis Gagnep.
- Rinorea niccolifera Fernando
- Rinorea oblanceolata Chipp
- Rinorea oblongifolia (C.H.Wright) Marquand
- Rinorea oliveri T.Durand & Schinz
- Rinorea oppositifolia Exell
- Rinorea oubanguiensis Tisser.
- Rinorea ovalifolia (Britton) Blake
- Rinorea ovata Chipp
- Rinorea oxycarpa Exell
- Rinorea palaucica Kaneh. & Hatus.
- Rinorea paniculata (C.Mart.) Kuntze
- Rinorea panurensis Melch.
- Rinorea parviflora Chipp
- Rinorea pauciflora (Thouars) Baill.
- Rinorea pectino-squamata Hekking
- Rinorea pilosa Chipp
- Rinorea prasina (Stapf) Chipp
- Rinorea preussii Engl.
- Rinorea pseudofalcata Melch.
- Rinorea pubescens (Thouars) Baill.
- Rinorea pubiflora (Benth.) Sprague & Sandwith
  - Rinorea pubiflora var. grandifolia (Eichler) Hekking
  - Rinorea pubiflora f. andersonii (Sandwith ex Hekking) Hekking
- Rinorea pugionifera (Oudem.) H.Perrier
- Rinorea pulgarensis Elmer
- Rinorea racemosa (C.Mart.) Kuntze
- Rinorea ramiziana Glaz. ex Hekking
- Rinorea ranirisonii Nusb. & Wahlert
- Rinorea raymondiana Taton
- Rinorea riana (DC. ex Ging.) Kuntze
- Rinorea rubella Melch.
- Rinorea rubra (Tul.) Baill.
- Rinorea rubrotincta Chipp
- Rinorea rudolphiana Taton
- Rinorea sapinii De Wild.
- Rinorea sapinii DeWild.
- Rinorea scheffleri Engl.
- Rinorea sciaphila M.Brandt
- Rinorea sclerocarpa (Burgersd.) M.Jacobs
- Rinorea scorpioidea (Boissieu) Gagnep.
- Rinorea seleensis De Wild.
- Rinorea seleensis DeWild.
- Rinorea sessilis (Lour.) Kuntze
- Rinorea simoneae Achound.
- Rinorea sinuata Chipp
- Rinorea soyauxii M.Brandt
- Rinorea sphaerocarpum Triana & Planch.
- Rinorea spinosa (Tul.) Baill.
- Rinorea sprucei (Eichler) Kuntze
- Rinorea squamata S.F.Blake
- Rinorea squamosa (Boivin ex Tul.) Baill.
  - Rinorea squamosa subsp. kaessneri (Engl.) Grey-Wilson
  - Rinorea squamosa subsp. kassneri (Engl.) Grey-Wilson, 1981
  - Rinorea squamosa subsp. squamosa
- Rinorea stipulata Exell
- Rinorea subauriculata Chipp
- Rinorea subglandulosa De Wild.
- Rinorea subglandulosa DeWild.
- Rinorea subintegrifolia (Oliv.) Kuntze
- Rinorea subsessilis M.Brandt
- Rinorea sylvatica (Seem.) Kuntze
- Rinorea talbotii (Baker fil.) De Wild.
- Rinorea ternifolia H.Perrier
- Rinorea tessmannii M.Brandt
- Rinorea thomasiae Achound.
- Rinorea thomasii Achound.
- Rinorea thomensis Exell
- Rinorea tortuosa Taton
- Rinorea tshingandaensis Taton
- Rinorea ulmifolia (Kunth) Kuntze
- Rinorea umbricola Engl.
- Rinorea uniflora Exell
- Rinorea urschii H.Perrier
- Rinorea varia Chipp
- Rinorea vaupesana L.B.Sm. & A.Fernández
- Rinorea vaupesiana L.B.Sm. & A.Fernández
- Rinorea verrucosa Chipp
- Rinorea verticillata (Boivin ex Tul.) Baill.
- Rinorea villosiflora Hekking
- Rinorea viridiflora (Tul.) Baill.
- Rinorea viridifolia Rusby
- Rinorea wallichiana (Hook.fil. & Thomson ex Hook.fil.) Kuntze
- Rinorea wawrae Melch.
- Rinorea welwitschii (Oliv.) Kuntze
  - Rinorea welwitschii subsp. tanzanica Grey-Wilson
  - Rinorea welwitschii subsp. welwitschii
- Rinorea whytei (Stapf) Brandt
- Rinorea woermanniana (Büttner) Engl.
- Rinorea wullschlageliana Melch.
- Rinorea yaundensis Engl.
- Rinorea youngii Exell & Mendonça
- Rinorea zanagensis Achound. & Bos
- Rinorea zenkeri Engl.
- Rinorea zygomorpha H.E.Ballard & Wahlert
- Rinorea ×subumbellata M.Brandt

Selon Catalogue of Life (15 août 2014) :
- Rinorea abbreviata
- Rinorea acommanthera
- Rinorea acutidens
- Rinorea adnata
- Rinorea adolfi-friderici
- Rinorea afzelii
- Rinorea albidiflora
- Rinorea amapensis
- Rinorea analavelensis
- Rinorea anguifera
- Rinorea angustifolia
- Rinorea antioquiensis
- Rinorea apertior
- Rinorea apiculata
- Rinorea arborea
- Rinorea auriculata
- Rinorea australasica
- Rinorea aylmeri
- Rinorea bahiensis
- Rinorea belalongii
- Rinorea beniensis
- Rinorea bicornuta
- Rinorea boinensis
- Rinorea botryoides
- Rinorea brachypetala
- Rinorea brachythrix
- Rinorea brandtii
- Rinorea breteleri
- Rinorea brevipes
- Rinorea breviracemosa
- Rinorea bullata
- Rinorea bussei
- Rinorea cafassi
- Rinorea calycina
- Rinorea campoensis
- Rinorea camptoneura
- Rinorea carolinensis
- Rinorea castaneoides
- Rinorea caudata
- Rinorea cerasifolia
- Rinorea chevalieri
- Rinorea cinerea
- Rinorea claessensii
- Rinorea comorensis
- Rinorea comperei
- Rinorea congesta
- Rinorea convallarioides
- Rinorea cordata
- Rinorea cornigera
- Rinorea crassa
- Rinorea crassifolia
- Rinorea crenata
- Rinorea curtirama
- Rinorea dasyadena
- Rinorea decora
- Rinorea deflexa
- Rinorea deflexiflora
- Rinorea dentata
- Rinorea dewitii
- Rinorea dionysiana
- Rinorea diversifolia
- Rinorea djalonensis
- Rinorea domatiosa
- Rinorea dubia
- Rinorea ebolowensis
- Rinorea elliptica
- Rinorea endotricha
- Rinorea erianthera
- Rinorea exappendiculata
- Rinorea falcata
- Rinorea fausteana
- Rinorea ferruginea
- Rinorea fistulosa
- Rinorea flavescens
- Rinorea friisii
- Rinorea gabunensis
- Rinorea gilletii
- Rinorea gossweileri
- Rinorea greveana
- Rinorea griffithii
- Rinorea guatemalensis
- Rinorea guianensis
- Rinorea haughtii
- Rinorea helicterifolia
- Rinorea heteroclita
- Rinorea hildebrandtiana
- Rinorea hirsuta
- Rinorea horneri
- Rinorea hummelii
- Rinorea hymenosepala
- Rinorea iliaspaiei
- Rinorea ilicifolia
- Rinorea immersa
- Rinorea insularis
- Rinorea ituriensis
- Rinorea javanica
- Rinorea johnstonii
- Rinorea kamerunensis
- Rinorea keayii
- Rinorea kibbiensis
- Rinorea kisavuensis
- Rinorea laevigata
- Rinorea lanceolata
- Rinorea latibracteata
- Rinorea laurentii
- Rinorea laurifolia
- Rinorea ledermannii
- Rinorea leiophylla
- Rinorea letouzeyi
- Rinorea liberica
- Rinorea lindeniana
- Rinorea longifolia
- Rinorea longipes
- Rinorea longiracemosa
- Rinorea longisepala
- Rinorea longistipulata
- Rinorea macrantha
- Rinorea macrocarpa
- Rinorea macrophylla
- Rinorea maculata
- Rinorea malembaensis
- Rinorea mandrarensis
- Rinorea marginata
- Rinorea maximiliani
- Rinorea mayumbensis
- Rinorea melanodonta
- Rinorea mezilii
- Rinorea microdon
- Rinorea microglossa
- Rinorea microphylla
- Rinorea mildbraedii
- Rinorea molleri
- Rinorea monticola
- Rinorea multinervis
- Rinorea multivenosa
- Rinorea murtonii
- Rinorea mutica
- Rinorea myrsinifolia
- Rinorea neglecta
- Rinorea nhatrangensis
- Rinorea oblanceolata
- Rinorea oblongifolia
- Rinorea oliveri
- Rinorea oppositifolia
- Rinorea oraria
- Rinorea oubanguiensis
- Rinorea ovalifolia
- Rinorea oxycarpa
- Rinorea palaucica
- Rinorea paniculata
- Rinorea parviflora
- Rinorea pauciflora
- Rinorea pectino-squamata
- Rinorea pilosa
- Rinorea prasina
- Rinorea preussii
- Rinorea pubiflora
- Rinorea pugionifera
- Rinorea racemosa
- Rinorea ramiziana
- Rinorea ranirisonii
- Rinorea raymondiana
- Rinorea riana
- Rinorea rubra
- Rinorea rubrotincta
- Rinorea rudolphiana
- Rinorea sapinii
- Rinorea scheffleri
- Rinorea sciaphila
- Rinorea sclerocarpa
- Rinorea scorpioidea
- Rinorea seleensis
- Rinorea sessilis
- Rinorea simoneae
- Rinorea sinuata
- Rinorea soyauxii
- Rinorea sprucei
- Rinorea squamata
- Rinorea squamosa
- Rinorea stipulata
- Rinorea subauriculata
- Rinorea subglandulosa
- Rinorea subintegrifolia
- Rinorea subsessilis
- Rinorea sylvatica
- Rinorea talbotii
- Rinorea ternifolia
- Rinorea tessmannii
- Rinorea thomasii
- Rinorea thomensis
- Rinorea tortuosa
- Rinorea tshingandaensis
- Rinorea ulmifolia
- Rinorea umbricola
- Rinorea urschii
- Rinorea uxpanapana
- Rinorea varia
- Rinorea vaupesana
- Rinorea verrucosa
- Rinorea verticillata
- Rinorea villosiflora
- Rinorea viridiflora
- Rinorea viridifolia
- Rinorea wagemansii
- Rinorea wallichiana
- Rinorea welwitschii
- Rinorea whytei
- Rinorea woermanniana
- Rinorea yaundensis
- Rinorea youngii
- Rinorea zanagensis
- Rinorea zenkeri
- Rinorea zygomorpha

Selon GRIN (15 août 2014) :
- Rinorea viridifolia Rusby

Selon The Plant List (15 août 2014) :
- Rinorea adnata Chipp
- Rinorea afzelii Engl.
- Rinorea albicaulis (Turcz.) S.F. Blake
- Rinorea albidiflora Engl.
- Rinorea amapensis Hekking
- Rinorea analavelensis H. Perrier
- Rinorea angustifolia (Thouars) Baill.
- Rinorea antioquiensis L.B. Sm. & A. Fernández
- Rinorea apiculata Hekking
- Rinorea arborea (Thouars) Baill.
- Rinorea auriculata (Tul.) Baill.
- Rinorea aylmeri Chipp
- Rinorea bahiensis (Moric.) Kuntze
- Rinorea banguensis Engl.
- Rinorea batesii Chipp
- Rinorea bengalensis (Wall.) Gagnep. in Humbert
- Rinorea beniensis Engl.
- Rinorea bicornuta Hekking
- Rinorea boinensis H. Perrier
- Rinorea brachypetala (Turcz.) Kuntze
- Rinorea brachythrix S.F. Blake
- Rinorea brevipes (Benth.) S.F. Blake
- Rinorea breviracemosa Chipp
- Rinorea bullata H. Perrier
- Rinorea bussei M. Brandt
- Rinorea calycina (Tul.) Baill.
- Rinorea camptoneura (Radlk.) Melch.
- Rinorea castaneoides (Oliv.) Kuntze
- Rinorea cerasifolia M.Brandt
- Rinorea claessensii De Wild.
- Rinorea comperei Taton
- Rinorea convallarioides Eyles
- Rinorea cordata L.B. Sm. & A. Fernández
- Rinorea cornigera H. Perrier
- Rinorea crassifolia (Baker f.) De Wild.
- Rinorea crenata S.F. Blake
- Rinorea dasyadena A.Robyns
- Rinorea deflexa (Benth.) S.F. Blake
- Rinorea deflexiflora Bartlett
- Rinorea dentata (P.Beauv.) Kuntze
- Rinorea dionysiana Taton
- Rinorea diversifolia H. Perrier
- Rinorea djalonensis A.Chev.
- Rinorea domatiosa A.E. van Wyk
- Rinorea dubia De Wild.
- Rinorea ebolowensis M. Brandt
- Rinorea elliotii Engl.
- Rinorea elliptica (Oliv.) Kuntze
- Rinorea endotricha Sandwith
- Rinorea erianthera C.Y. Wu & Chu Ho
- Rinorea falcata (Mart. ex Eichler) Kuntze
- Rinorea ferruginea Engl.
- Rinorea flavescens (Aubl.) Kuntze
- Rinorea gilletii De Wild.
- Rinorea giorgii De Wild.
- Rinorea gossweileri Exell
- Rinorea gracilipes Engl.
- Rinorea greveana Baill.
- Rinorea guatemalensis (S. Watson) Bartlett
- Rinorea guianensis Aubl.
- Rinorea haughtii L.B. Sm. & A. Fernández
- Rinorea hildebrandtiana H. Perrier
- Rinorea hirsuta Hekking
- Rinorea hummelii Sprague
- Rinorea hymenosepala S.F. Blake
- Rinorea ilicifolia (Welw. ex Oliv.) Kuntze
- Rinorea ituriensis M. Brandt
- Rinorea johnstonii (Stapf) M. Brandt
- Rinorea kamerunensis Engl.
- Rinorea keayi Brenan
- Rinorea kerkhovenii De Wild.
- Rinorea kibbiensis Chipp
- Rinorea kisavuensis Taton
- Rinorea laevigata (Sol. ex Ging.) Hekking
- Rinorea latibracteata M. Brandt
- Rinorea laurentii De Wild.
- Rinorea laurifolia L.B.Sm. & A.Fernández
- Rinorea ledermannii Engl.
- Rinorea leiophylla M. Brandt
- Rinorea liberica Engl.
- Rinorea lindeniana (Tul.) Kuntze
- Rinorea longicuspis Engl.
- Rinorea longifolia De Wild.
- Rinorea longipes (Tul.) Baill.
- Rinorea longiracemosa (Kurz) W. G. Craib
- Rinorea longisepala Engl.
- Rinorea longistipulata Hekking
- Rinorea lualensis Exell & Mendonça
- Rinorea macrocarpa (Mart. ex Eichler) Kuntze
- Rinorea maculata (Tul.) Baill.
- Rinorea malembaensis Taton
- Rinorea mandrarensis H. Perrier
- Rinorea marginata (Triana & Planch.) Rusby ex Johnston
- Rinorea maximiliani (Eichler) Kuntze
- Rinorea mayumbensis Exell
- Rinorea melanodonta S.F.Blake
- Rinorea microdon M. Brandt
- Rinorea microphylla H. Perrier
- Rinorea mildbraedii M.Brandt
- Rinorea monticola (Tul.) Baill.
- Rinorea multivenosa Hekking
- Rinorea mutica (Tul.) Baill.
- Rinorea neglecta Sandwith
- Rinorea oblanceolata Chipp
- Rinorea oblongifolia (C.H.Wright) C.Marquand ex Chipp
- Rinorea oliveri T.Durand & Schinz
- Rinorea oppositifolia Exell
- Rinorea oraria Steyerm. & A.Fernández
- Rinorea oubanguiensis Tisser.
- Rinorea ovalifolia (Britton) S.F.Blake
- Rinorea oxycarpa Exell
- Rinorea paniculata (Mart.) Kuntze
- Rinorea parviflora Chipp
- Rinorea pauciflora (Thouars) Baill.
- Rinorea pectinosquamata Hekking
- Rinorea pilosa Chipp
- Rinorea prasina (Stapf) Chipp
- Rinorea preussii Engl.
- Rinorea pubescens (Thouars) Baill.
- Rinorea pubiflora (Benth.) Sprague & Sandwith
- Rinorea pugionifera (Oudem.) H. Perrier
- Rinorea racemosa (Mart.) Kuntze
- Rinorea ramiziana Glaz. ex Hekking
- Rinorea raymondiana Taton
- Rinorea riana Kuntze
- Rinorea rubra (Tul.) Baill.
- Rinorea rubrotincta Chipp
- Rinorea rudolphiana Taton
- Rinorea sapinii De Wild.
- Rinorea scheffleri Engl.
- Rinorea sciaphila M.Brandt
- Rinorea seleensis De Wild.
- Rinorea sessilis (Lour.) Kuntze
- Rinorea spinosa (Boivin ex Tul.) Baill.
- Rinorea sprucei (Eichler) Kuntze
- Rinorea squamata S.F. Blake
- Rinorea squamosa (Boivin ex Tul.) Baill.
- Rinorea stipulata Exell
- Rinorea strictiflora (Oliv.) Exell & Mendonça
- Rinorea subglandulosa De Wild.
- Rinorea subintegrifolia (P.Beauv.) Kuntze
- Rinorea subsessilis M.Brandt
- Rinorea sylvatica (Seem.) Kuntze
- Rinorea talbotii (Baker f.) De Wild.
- Rinorea ternifolia H. Perrier
- Rinorea tortuosa Taton
- Rinorea tshingandaensis Taton
- Rinorea ulmifolia Kuntze
- Rinorea uniflora Exell
- Rinorea urschii H. Perrier
- Rinorea uxpanapana T. Wendt
- Rinorea vaupesana L.B. Sm. & A. Fernández
- Rinorea verticillata (Tul.) Baill.
- Rinorea villosiflora Hekking
- Rinorea virgata (Thwaites) Kuntze
- Rinorea viridiflora (Tul.) Baill.
- Rinorea viridifolia Rusby
- Rinorea wagemansii Taton
- Rinorea welwitschii (Oliv.) Kuntze
- Rinorea whytei (Stapf) M. Brandt
- Rinorea youngii Exell & Mendonça
- Rinorea zanagensis Achoundong, G. & Bos
- Rinorea zenkeri Engl.
- Rinorea zygomorpha H.E. Ballard & Wahlert

Selon Tropicos (15 août 2014) (Attention liste brute contenant possiblement des synonymes) :
- Rinorea abidjanensis Aubrév. & Pellegr.
- Rinorea adnata Chipp
- Rinorea adolfi-fridericii M. Brandt
- Rinorea afzelii Engl.
- Rinorea albersii Engl.
- Rinorea albicaulis (Turcz.) S.F. Blake
- Rinorea albidiflora Engl.
- Rinorea amaniensis Engl.
- Rinorea amapensis Hekking
- Rinorea analavelensis H. Perrier
- Rinorea andina Kuntze
- Rinorea angolensis Exell
- Rinorea anguifera Kuntze
- Rinorea angustifolia (Thouars) Baill.
- Rinorea antioquiensis L.B. Sm. & A. Fernández
- Rinorea apiculata Hekking
- Rinorea arborea (Thouars) Baill.
- Rinorea ardisiiflora (Welw. ex Oliv.) Kuntze
- Rinorea arenicola M. Brandt
- Rinorea aruwimensis Engl.
- Rinorea aucuparia (Welw. ex Oliv.) Kuntze
- Rinorea auriculata (Tul.) Baill.
- Rinorea aylmeri Chipp
- Rinorea bahiensis (Moric.) Kuntze
- Rinorea batesii Chipp
- Rinorea belalongii P.F. Stevens
- Rinorea belizensis Lundell
- Rinorea bengalensis (Wall.) Gagnep. in Humbert
- Rinorea beniensis Engl.
- Rinorea bicornuta Hekking
- Rinorea bipendensis Engl.
- Rinorea blakeana Standl.
- Rinorea boinensis H. Perrier
- Rinorea brachypetala (Turcz.) Kuntze
- Rinorea brachythrix S.F. Blake
- Rinorea brevipes (Benth.) S.F. Blake
- Rinorea breviracemosa Chipp
- Rinorea bullata H. Perrier
- Rinorea bussei M. Brandt
- Rinorea cafassi Chiov.
- Rinorea calycina (Tul.) Baill.
- Rinorea camptoneura (Radlk.) Melch.
- Rinorea castaneifolia (A. St.-Hil.) Baill.
- Rinorea castaneoides (Oliv.) Kuntze
- Rinorea cerasifolia M. Brandt
- Rinorea claessensii De Wild.
- Rinorea comoroensis Engl.
- Rinorea comperei Taton
- Rinorea convallariiflora M. Brandt
- Rinorea convallarioides Eyles
- Rinorea copelandii Merr.
- Rinorea cordata L.B. Sm. & A. Fernández
- Rinorea cornigera H. Perrier
- Rinorea crassifolia (Baker f.) De Wild.
- Rinorea crenata S.F. Blake
- Rinorea curtirama Achound. & Bos
- Rinorea cuspa Baill.
- Rinorea dasyadena A. Robyns
- Rinorea deflexa (Benth.) S.F. Blake
- Rinorea deflexiflora Bartlett
- Rinorea dentata (P. Beauv.) Kuntze
- Rinorea dichotoma Rusby
- Rinorea dionysiana Taton
- Rinorea diversifolia H. Perrier
- Rinorea djalonensis A. Chev. ex Hutch. & Dalziel
- Rinorea domatiosa A.E. van Wyk
- Rinorea dubia De Wild.
- Rinorea ebolowensis M. Brandt
- Rinorea elliotii Engl.
- Rinorea elliptica (Oliv.) Kuntze
- Rinorea elmeri Merr.
- Rinorea endotricha Sandwith
- Rinorea erianthera C.Y. Wu & Chu Ho
- Rinorea euandra Engl. ex Zenker
- Rinorea exappendiculata Melch.
- Rinorea falcata (Mart. ex Eichler) Kuntze
- Rinorea fasciculata Merr.
- Rinorea ferruginea Engl.
- Rinorea flavescens (Aubl.) Kuntze
- Rinorea gabonensis Engl.
- Rinorea gentlei Lundell
- Rinorea gilletii De Wild.
- Rinorea glandulosa Merr.
- Rinorea gossweileri Exell
- Rinorea gossypium Kuntze
- Rinorea goudotiana Baill.
- Rinorea gracilipes Engl.
- Rinorea gracilis Rusby
- Rinorea grandifolia Melch.
- Rinorea greveana Baill.
- Rinorea guatemalensis (S. Watson) Bartlett
- Rinorea guianensis Aubl.
- Rinorea haughtii L.B. Sm. & A. Fernández
- Rinorea hildebrandtiana H. Perrier
- Rinorea hirsuta Hekking
- Rinorea hirtella Merr.
- Rinorea holtzii Engl.
- Rinorea horneri
- Rinorea humblotiana H. Perrier
- Rinorea hummelii Sprague
- Rinorea hymenosepala S.F. Blake
- Rinorea ilicifolia (Welw. ex Oliv.) Kuntze
- Rinorea integrifolia Ging.
- Rinorea ituriensis M. Brandt
- Rinorea japurana (Meisn.) R.A. Howard
- Rinorea javanica Kuntze
- Rinorea johnstonii (Stapf) M. Brandt
- Rinorea juruana Ule
- Rinorea kaessneri Engl.
- Rinorea kamerunensis Engl.
- Rinorea keayi Brenan
- Rinorea khutuensis Engl.
- Rinorea kibbiensis Chipp
- Rinorea kimiloloensis Taton
- Rinorea kisavuensis Taton
- Rinorea laevigata (Sol. ex Ging.) Hekking
- Rinorea latibracteata M. Brandt
- Rinorea laurentii De Wild.
- Rinorea laurifolia L.B. Sm. & A. Fernández
- Rinorea laxiflora (Benth.) Melch.
- Rinorea ledermannii Engl.
- Rinorea leiophylla M. Brandt
- Rinorea leucoclada (Tul.) Baill.
- Rinorea liberica Engl.
- Rinorea lindeniana (Tul.) Kuntze
- Rinorea longicuspis Engl.
- Rinorea longifolia De Wild.
- Rinorea longipes (Tul.) Baill.
- Rinorea longiracemosa (Kurz) Craib
- Rinorea longisepala Engl.
- Rinorea longistipulata Hekking
- Rinorea lualensis Exell & Mendonça
- Rinorea macrocarpa (C. Mart. ex Eichler) Kuntze
- Rinorea maculata (Tul.) Baill.
- Rinorea malembaensis Taton
- Rinorea mandrarensis H. Perrier
- Rinorea marginata (Triana & Planch.) Rusby ex Johnston
- Rinorea martini (Turcz.) Blake
- Rinorea maximilianii (Eichler) Kuntze
- Rinorea mayumbensis Exell
- Rinorea melanodonta S.F. Blake
- Rinorea mexicana Lundell
- Rinorea micrantha Ule
- Rinorea microdon M. Brandt
- Rinorea microphylla H. Perrier
- Rinorea mildbraedii M. Brandt
- Rinorea monticola (Tul.) Baill.
- Rinorea multivenosa Hekking
- Rinorea mutica (Tul.) Baill.
- Rinorea neglecta Sandwith
- Rinorea obanensis (Baker f.) De Wild.
- Rinorea oblanceolata Chipp
- Rinorea oblongifolia (C.H. Wright) Marquand ex Chipp
- Rinorea oliveri (Welw. ex Oliv.) T. Durand & Schinz
- Rinorea oppositifolia Exell
- Rinorea oraria Steyerm. & A. Fernández
- Rinorea ovalifolia (Britton) S.F. Blake
- Rinorea ovata Chipp
- Rinorea oxycarpa Exell
- Rinorea paniculata (Mart.) Kuntze
- Rinorea panurensis Melch.
- Rinorea papyracea Rusby
- Rinorea parviflora Chipp
- Rinorea passoura Kuntze
- Rinorea pauciflora (Thouars) Baill.
- Rinorea pectinosquamata Hekking
- Rinorea physiphora Baill.
- Rinorea pierrei (H. Boissieu) Melch.
- Rinorea pilosa Chipp
- Rinorea pilosula S.F. Blake
- Rinorea poggei Engl.
- Rinorea prasina (Stapf) Chipp
- Rinorea preussii Engl.
- Rinorea pseudofalcata Melch.
- Rinorea pubescens (Thouars) Baill.
- Rinorea pubiflora (Benth.) Sprague & Sandwith
- Rinorea pubipes S.F. Blake
- Rinorea pugionifera (Oudem.) H. Perrier
- Rinorea pulleana Melch.
- Rinorea punctata Chipp
- Rinorea racemosa (Mart.) Kuntze
- Rinorea ramiziana Glaz. ex Hekking
- Rinorea ranirisonii Nusb. & Wahlert
- Rinorea raymondiana Taton
- Rinorea riana Kuntze
- Rinorea roureoides Woodson
- Rinorea rubella Melch.
- Rinorea rubra (Tul.) Baill.
- Rinorea rubrotincta Chipp
- Rinorea rudolphiana Taton
- Rinorea sapinii De Wild.
- Rinorea scandens Ule
- Rinorea scheffleri Engl.
- Rinorea sciaphila M. Brandt
- Rinorea seleensis De Wild.
- Rinorea sessilis (Lour.) Kuntze
- Rinorea soyauxii M. Brandt
- Rinorea sphaerocarpum Triana & Planch.
- Rinorea spinosa (Boivin ex Tul.) Baill.
- Rinorea sprucei (Eichler) Kuntze
- Rinorea squamata S.F. Blake
- Rinorea squamosa (Boivin ex Tul.) Baill.
- Rinorea stipulata Exell
- Rinorea strictiflora (Oliv.) Exell & Mendonça
- Rinorea subglandulosa De Wild.
- Rinorea subintegrifolia (P. Beauv.) Kuntze
- Rinorea subsessilis M. Brandt
- Rinorea surinamensis Melch.
- Rinorea sylvatica (Seem.) Kuntze
- Rinorea talbotii (Baker f.) De Wild.
- Rinorea ternifolia H. Perrier
- Rinorea tortuosa Taton
- Rinorea tshingandaensis Taton
- Rinorea ulmifolia Kuntze
- Rinorea uniflora Exell
- Rinorea urschii H. Perrier
- Rinorea uxpanapana T. Wendt
- Rinorea vaupesana L.B. Sm. & A. Fernández
- Rinorea verrucosa Chipp
- Rinorea verticillata (Tul.) Baill.
- Rinorea villosiflora Hekking
- Rinorea violacea
- Rinorea virgata (Thwaites) Kuntze
- Rinorea viridiflora (Tul.) Baill.
- Rinorea viridifolia Rusby
- Rinorea wagemansii Taton
- Rinorea wallichiana (Hook. f. & Thomson) Kuntze
- Rinorea wawrae Melch.
- Rinorea welwitschii Kuntze
- Rinorea whytei (Stapf) M. Brandt
- Rinorea woermanniana (Buttner) Engl.
- Rinorea wullschlageliana Melch.
- Rinorea youngii Exell & Mendonça
- Rinorea zanagensis Achoundong, G. & Bos
- Rinorea zygomorpha H.E. Ballard & Wahlert

## Autres liens
- Rinorea kamerunensis
- Rinorea niccolifera